# Железнодорожная Казарма 512 км
Железнодоро́жная Каза́рма 512 км, 512 км — населённый пункт (тип: станция) в Рубцовском районе Алтайского края России. Входит в состав Рубцовского сельсовета.

## География
Расположен в степной зоне на юге региона, при остановочном пункте 512 км Западно-Сибирской железной дороги, фактически примыкая к южной окраине города Рубцовск.

## История
Основана в 1913 г. и возник благодаря строительству в 1910-х годах железнодорожной линии Барнаул — Семипалатинск Алтайской железной дороги.
В 1928 г. состояла из 3 хозяйств. Входила в состав Ново-Александровского сельсовета Рубцовского района Рубцовского округа Сибирского края.
В 1931 г. состояла из 6 хозяйств, находилась в составе Ново-Александровского сельсовета Рубцовского района.

## Население
| 1926 | 1931 | 1997 | 1998 | 1999 | 2000 | 2001 | 2002 | 2003 | 2004 |
| ---- | ---- | ---- | ---- | ---- | ---- | ---- | ---- | ---- | ---- |
| 14   | ↗22  | ↗35  | ↗39  | ↗42  | ↗44  | ↘42  | ↘41  | ↘36  | ↗42  |
| 2005 | 2006 | 2007 | 2008 | 2009 | 2010 | 2011 | 2012 | 2013 |      |
| ↘33  | ↘29  | ↗35  | ↗38  | ↘36  | ↘17  | ↗22  | ↗25  | ↘23  |      |

Национальный состав
В 1928 г. основное население — русские.
Согласно результатам переписи 2002 года, в национальной структуре населения русские составляли 92 % от 34 чел.

## Инфраструктура
Путевое хозяйство Западно-Сибирской железной дороги.
Все услуги жители остановочного пункта получают в Рубцовске.

## Транспорт
512 км доступен автомобильным и железнодорожным транспортом.
В пешей доступности Веселоярский тракт - участок федеральной автомагистрали А-322 Барнаул — Рубцовск — государственная граница с Республикой Казахстан.
В пешей доступности остановочные пункты 512 км, 515 км.